# Gustav von Bühler
Karl Gustav Friedrich Bühler, ab 1873 von Bühler, (* 13. Dezember 1817 in Stuttgart; † 25. September 1892 in Friedrichshafen) war ein deutscher Domänendirektor und Reichstagsabgeordneter.

## Leben
Bühler besuchte das Gymnasium und das Polytechnikum in Stuttgart und studierte von 1836 bis 1839 Kameralwissenschaft an der Eberhard-Karls-Universität. Dort wurde er Mitglied des Corps Guestphalia Tübingen. Er trat nach kurzer Dienstzeit im Württembergischen Staatsdienst in die Dienste des Fürsten zu Hohenlohe-Oehringen und verwaltete als Domänen-Direktor die in Württemberg, Sachsen, Schlesien und Polen gelegenen Fürstlichen Besitzungen. 1877 schied er aus den Fürstlichen Diensten aus.
Von 1877 bis 1884 war er Mitglied des Deutschen Reichstags im Wahlkreis Württemberg 11 (Oberamt Hall, Oberamt Backnang, Oberamt Öhringen, Oberamt Weinsberg). 1877 wurde er als Kandidat der Deutschen Reichspartei gewählt, trat jedoch 1880 aus der Fraktion aus und war bis zum Ende der Legislaturperiode fraktionslos. 1881 kandidierte er für die Demokratische Volkspartei und schloss sich nach seiner Wahl der Fraktion der Volkspartei an.
1873 erhielt Gustav von Bühler das Ritterkreuz I. Klasse des Ordens der Württembergischen Krone, mit dem der Personaladel verbunden war.

## Sonstiges
Die ehemalige Villa Bühler-Scupin in Friedrichshafen ist heute Station des Geschichtspfads (Nr. 3.14) und des Maybach-Wegs (Nr. 6).